# Volkswagen CrossGolf
O CrossGolf é um modelo familiar com leves toques de off-road.